# دائرة بورت أو برانس
دائرة بورت أو برانس هي إحدى الدوائر الخمس في الإدارة الغربية في هايتي، يبلغ عدد سكانها أكثر من مليوني نسمة في إحصائيات عام 2003، تتبعها ثمانية بلديات، ورمزها البريدي يبدأ بالرقم 61.